# Malmgården
För andra betydelser, se Malmgård (olika betydelser).

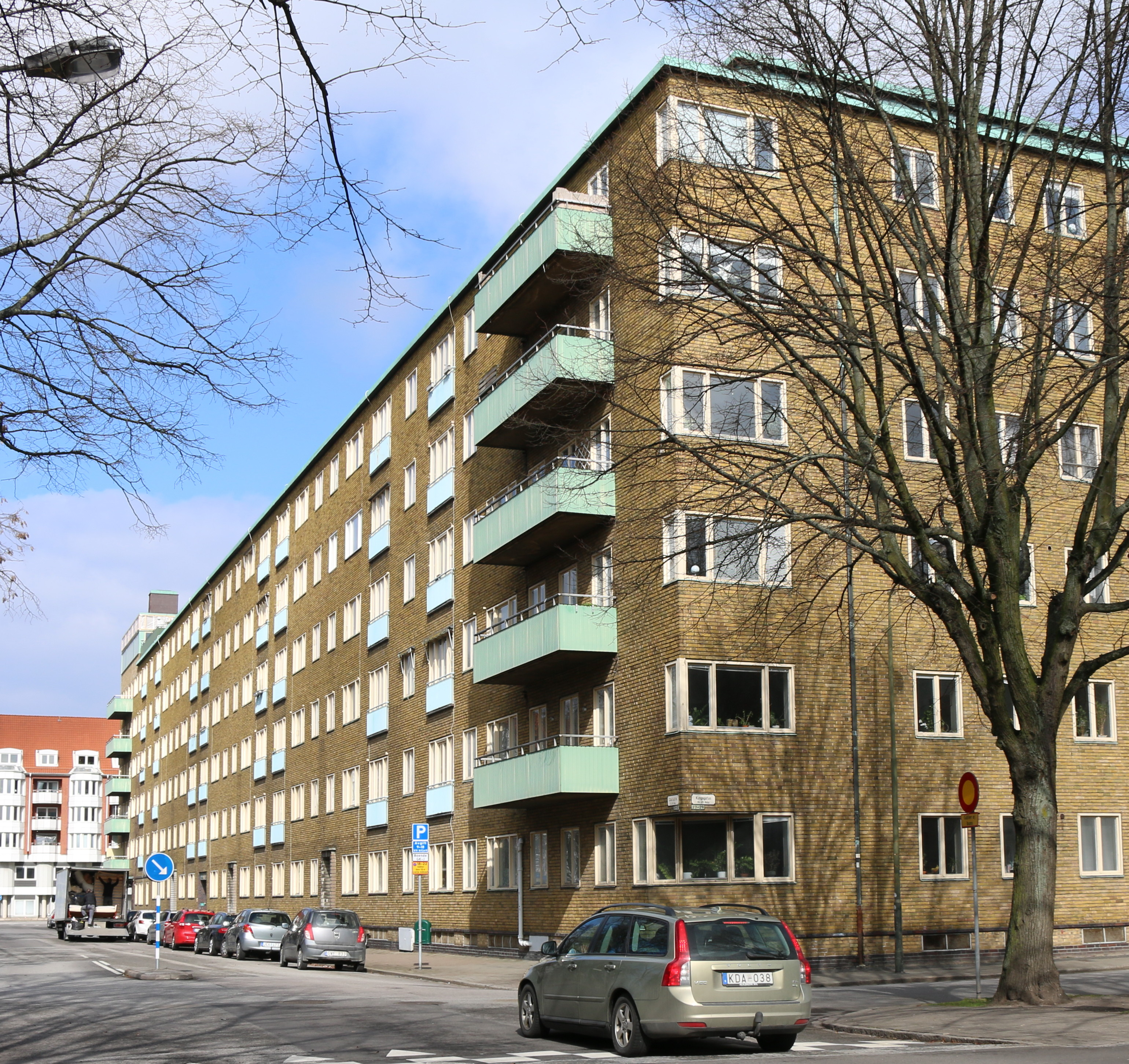
Malmgården 2015

Malmgården i Malmö (vid Värnhem) uppfördes åren 1934-35 av byggmästare Eric Sigfrid Persson. Huset ritades av arkitekterna Eiler Græbe (fasader) och Birger Linderoth (planer).
Malmgården är ett av Sveriges mest kända funkishus. Det är byggt 1934 då den funktionalistiska arkitekturen var på sin höjd. När huset invigdes var det oerhört modernt och ett praktexempel på den moderna tidens boende och komfort. Fastigheten består av hela kvarteret Helge. Den ligger mellan Drottninggatan, Döbelnsgatan, Kungsgatan och Ehrensvärdsgatan. Huset har omkring 280 lägenheter och 30 – 40 butikslokaler och konstnärsateljéer. 
Huset har tidigare haft ett antal konstverk som dekoration, både inomhus och ute på gården. Delar av konsten är borta men ett par skulpturer finns kvar.
Under våren 2007 ombildades Malmgården till bostadsrättsförening, vilket då var Malmös hittills största ombildning.